# Данієл Любоя
Данієл Любоя (серб. Danijel Ljuboja, нар. 4 вересня 1978, Вінковці, СФРЮ) — сербський футболіст, що грав на позиції нападника.
Виступав за національні збірні Югославії, Сербії та Чорногорії та Сербії.
Дворазовий володар Кубка Франції. Чемпіон Німеччини.

## Клубна кар'єра
Вихованець юнацьких команд футбольних клубів «Цибалія» та «Осієк».
У дорослому футболі дебютував 1998 року виступами за команду клубу «Сошо», в якій провів два сезони, взявши участь у 62 матчах чемпіонату.
Своєю грою за цю команду привернув увагу представників тренерського штабу клубу «Страсбур», до складу якого приєднався 2000 року. Відіграв за команду зі Страсбурга наступні чотири сезони своєї ігрової кар'єри. Більшість часу, проведеного у складі «Страсбура», був основним гравцем атакувальної ланки команди. За цей час виборов титул володаря Кубка Франції.
Згодом з 2004 по 2013 рік грав у складі команд клубів «Парі Сен-Жермен», «Штутгарт», «Гамбург», «Вольфсбург», «Штутгарт», «Гренобль», «Ніцца» та «Легія». Протягом цих років додав до переліку своїх трофеїв титул чемпіона Німеччини.
Завершив професійну ігрову кар'єру у клубі «Ланс», за команду якого виступав протягом 2013—2014 років.

## Виступи за збірні
2003 року провів один матч у складі національної збірної Югославії. Протягом 2003—2006 років виступав за збірну Сербії та Чорногорії.
У складі збірної був учасником чемпіонату світу 2006 року у Німеччині.
2006 року зіграв три матчі у складі збірної Сербії.

## Досягнення
- Володар Кубка Франції (2):

«Страсбур»: 2000–2001
«Парі Сен-Жермен»: 2003–2004
- Чемпіон Німеччини (1):

«Штутгарт»: 2006–2007
- Чемпіон Польщі (1):

«Легія»: 2012–2013
- Володар Кубка Польщі (2):

«Легія»: 2011–2012, 2012–2013